# Biri Travbane
Biri Travbane är en travbana som ligger i tätorten Biri vid sjön Mjøsa, i Gjøviks kommun, Innlandet fylke, Norge.
Travbanan på Biri öppnades 1985, och har en banlängd på 1000 meter. Banans upplopp har en längd på 180 meter. Banan arrangerar cirka 34 tävlingsdagar per år, varav fyra V75-tävlingar.
Tre proffstränare är hemmahörande på banan.

## Större lopp
Banans största lopp är Prinsesse Märtha Louises Pokalløp, Biri Oppdretningsløp och Veiklebalder Landsfinale.